# Giovanni Girolamo Morone
Giovanni Girolamo Morone (25 de janeiro de 1509 - 1 de dezembro de 1580) foi um cardeal italiano, bispo-emérito de Módena e decano do Colégio dos Cardeais.

## Biografia
Era filho de Girolamo Morone, grão-chanceler de Luís XII de França como Duque de Milão e Amabilia Fisiraga. Na infância, muda-se para Módena, onde conclui seus estudos iniciais. Estuda jurisprudência em Pádua. Torna-se clérigo de Milão e, em reconhecimento dos serviços de seu pai durante sua prisão pelas tropas imperiais que saquearam Roma, o Papa Clemente VII elevou-o ao episcopado, como bispo de Módena.

## Episcopado
Eleito bispo de Modena, em 7 de abril de 1529, quando tinha apenas 20 anos de idade, exerceu a regência da diocese através de vigários gerais, até atingir a idade canônica, de 27 anos. Seu lema episcopal era Coelitus datum.
Foi enviado para uma missão diplomática na França, em 1529. O cardeal Ippolito II d'Este se opôs fortemente à eleição, argumentando que a diocese de Modena tinha sido prometida a ele. Ele pediu para o Duque Afonso de Ferrara ajuda e tomou posse da diocese pela força, confiscando todas as suas receitas. Em 6 de fevereiro de 1531, o papa pediu ao Sacro Imperador Romano Carlos V para interceder em favor do Bispo Morone, a disputa foi resolvida em 1532, quando o Bispo Morone comprou a oposição do Cardeal d'Este, concordando em pagar-lhe uma pensão anual de 400 ducados.
Ordenado sacerdote em 12 de janeiro de 1533 em Bolonha, no mesmo dia e local recebeu a consagração episcopal. Entrou em sua diocese em 28 de janeiro de 1533. Em 1536, ele foi como núncio para a corte de D. Fernando I, Sacro Imperador Romano-Germânico, para promover na Hungria e na Boêmia a celebração do concílio geral, sendo instruído a obter do rei um salvo-conduto para quem pretendesse participar na reunião e propor Mântua ou outra cidade italiana como o lugar do concílio.

## Cardinalato
Foi criado cardeal no consistório de 2 de junho de 1542 pelo Papa Paulo III, recebendo o barrete cardinalício e o título de Cardeal-presbítero de Santos Vital, Valeria, Gervásio e Protásio em 16 de outubro. Juntamente com os cardeais Reginald Pole e Pierpaolo Parisio, nomeado presidente do Concílio de Trento, em 1 de novembro. Devido ao pequeno número de delegados, o processo foi suspenso em 6 de julho de 1543 e a reabertura do concílio foi adiada até dezembro de 1545. Legado em Bolonha, 2 de abril de 1544 até 13 de julho de 1548. Legado pro pace perante o Sacro Imperador Romano Carlos V, 30 de julho de 1544. Nomeado pelo papa novamente para o concílio geral, 2 de novembro de 1544. Camerlengo do Sacro Colégio dos Cardeais, 6 de janeiro de 1549 a 19 de janeiro de 1551. Ainda em 1549, passou ao título de Santo Estêvão no Monte Celio.
Em 23 de maio de 1550, resigna-se da diocese de Módena. Ele trabalhou de perto com Inácio de Loyola, fundador da Companhia de Jesus e futuro santo, e foi fundamental na fundação da Pontificium Collegium Germanicum et Hungaricum de Urbe em 1552. Nesse mesmo ano, passa ao título de São Lourenço em Lucina e torna-se bispo de Novara em 12 de setembro, cargo que exerceria até 13 de março de 1560. Legado perante Fernando, rei dos romanos, 7 de janeiro de 1555; recebeu a cruz legatina em fevereiro seguinte. Núncio à Dieta de Augsburgo, 1555; ele foi imediatamente chamado de volta devido à morte do Papa Júlio III em 23 de março. Em 1556, passa ao título de Santa Maria em Trastevere.
O Papa Paulo IV degradou-o publicamente e o aprisionou no castelo de Sant'Angelo, sob suspeita de heresia luterana em 31 de maio de 1557. O cardeal Antonio Michele Ghislieri examinou cuidadosamente a situação do cardeal Morone em sua prisão, o considerou inocente e declarou-o na presença do Papa Paulo IV, que em 27 de março de 1559, restaurou-o à dignidade cardinalícia e atribuiu-lhe a sé suburbicária de Albano. Cardeal Morone poderia ter tido sua liberdade, mas se recusou a aceitar a promoção e sair da prisão, a menos que o papa reconhecesse publicamente sua inocência, o que o pontífice não fez, e ele permaneceu encarcerado até a morte de Paulo IV, em 18 de agosto de 1559.
No consistório de 13 de março de 1560, a sua absolvição da acusação de heresia, sob o pontificado do Papa Paulo IV foi lida e no mesmo consistório, foi promovido para a ordem dos cardeais-bispos e recebeu a sé suburbicária de Albano. Passa para a sé suburbicária de Sabina em 10 de março de 1561. Juntamente com os cardeais Federico Cesi e Giacomo Savelli, então vigário geral de Roma, é nomeado para uma comissão para prestar assistência aos pobres e vadios de Roma, em 27 de junho. Em 18 de maio de 1562, assume a suburbicária de Palestrina. Junto com o cardeal Bernardo Navagero, foi nomeado legado a latere para o Concílio de Trento, em 7 de março de 1563; recebeu a cruz legatina em 17 de março de 1563. Nomeado novamente bispo de Modena em 23 de fevereiro de 1564; renunciou ao governo da sé, 16 de novembro de 1571. Legado perante Fernando, rei dos romanos e da Alemanha, 8 de março de 1564; a legação foi estendida devido ao tumulto causado pelos protestantes, 14 de abril de 1563. Em 12 de maio de 1564, assume a sé suburbicária de Frascati, onde fica até 7 de fevereiro do ano seguinte, quando assume a sé suburbicária de Porto e Santa Rufina.  Vice-reitor do Sagrado Colégio dos Cardeais.
No Conclave de 1565–1566, chegou perto de ser eleito papa. Passa para a suburbicária de Óstia-Velletri em 3 de julho de 1570, quando torna-se o Decano do Sacro Colégio dos Cardeais. Legado para resolver controvérsias internas na cidade e na república de Gênova, 18 de março de 1575; recebeu a cruz legatina no domingo seguinte. Legado perante o Sacro Imperador Romano Fernando I e a Dieta de Regensburg, 23 de abril de 1576. Entre 1578 e 1579, atua como cardeal protetor do Reino da Inglaterra.
Cardeal Morone faleceu em 1 de dezembro de 1580, em Roma, e foi sepultado em frente ao altar-mor da Basílica de Santa Maria sobre Minerva.

## Conclaves
- 1549–50 - participou da eleição do Papa Júlio III
- Abril de 1555 - participou da eleição do Papa Marcelo II
- Maio de 1555 - participou da eleição do Papa Paulo IV
- 1559 - participou da eleição do Papa Pio IV
- 1565–66 - participou da eleição do Papa Pio V.
- Conclave de 1572 - participou como decano do Colégio dos Cardeais da eleição do Papa Gregório XIII